# Замок Карра (Мейо)
Замок Карра (англ. Castle Carra, ірл. Caisleán Cheara) — замок Хара — один із замків Ірландії, розташований в графстві Мейо, біля селищ Кастлкарра та Карнакон. Нині замок Карра пам'ятка історії та архітектури Ірландії національного значення. Власником замку нині є держава — республіка Ірландія.

## Історія замку Карра
Замок Карра розташований на відстані 2,5 км (1,6 милі) на захід від міста Карнакон, на східному березі озера Лох-Карра. Він лежить на краю так званої Чорної Діри — найглибшої частини озера.
Замок Карра був побудований Адамом де Стаунданом — англо-норманнським феодалом, що був васалом графа де Бурго. Замок був побудований у ХІІІ столітті. Пізніше замок і навколишні землі повернули собі ірландські клани. Замок був добудований ірландським кланом Мак Евіллі (Мак ан Мілід).
Замок майже 300 років належав ірландському клану, що був незалежним від Англії. У 1570 році замок був захоплений англійськими військами. Замок після цього був дарований англійському офіцеру Вільяму Боуену. Він зміцнив вежу замку, добудував фланкерні башти.
У XVII столітті цими землями володів сер Ребук Лінч. У 1640 році спалахнуло повстання за незалежність Ірландії, яке було придушене Олівером Кромвелем. Олівер Кромвель конфіскував ці землі та замок Карра у попередніх власників. Після реставрації монархії у 1660 році замок Карра і землі навколо нього були даровані серу Генрі Лінчу — ІІІ баронету Лінч. Його нащадки володіли замком до ХІХ століття.
Замок Карра — баштового типу, має великий зал, стіни.